# Giant Days
Giant Days est une série de bande dessinée créée par le Britannique John Allison en 2011. Cette série dérivée de son webcomic Scary Go Round (en), publié depuis 2015 au format comic book par Boom! Box suit la vie d'étudiantes à l'université de Sheffield de trois amies, la gothique Esther de Groot, le garçon manqué Susan Ptolemy, et la douce Daisy Wooton. 
Dessinée depuis fin 2015 par la Finlandaise Max Sarin, cette série qui aborde de nombreux problèmes contemporains sans se départir d'un certain humour a fait l'objet de bonnes critiques, et a valu à ses auteurs deux prix Eisner en juillet 2019, dont celui de la meilleure série.
Giant Days est traduite en français par Akileos depuis 2017.

## Historique de publication
Après trois épisodes publiés en ligne puis repris en fanzine entre 2011 et 2013, la série est lancée en 2015 au format comic book classique par Boom! Box, un label de la maison d'édition américaine Boom! Studios dirigé par Shannon Watters, une amie d'Allison.
Ne pouvant assurer lui-même le dessin car il réalise déjà d'autres série, Allison le confie à l'Américaine Lissa Treiman, remplacée après six numéros par la Finlandaise Max Sarin, qui reste la dessinatrice principale de la série régulière en 2019, sur laquelle l'Espagnole Julia Madrigal (no 37 et 38) et Allison lui-même (no 48) ont ponctuellement travaillé. 
Depuis 2016, des numéros spéciaux sont publiés à l'automne (Holiday Special). Ceux-ci ont été dessinés par Lissa Treiman et Caanan Grall en 2016, Jenn St-Onge en 2017 et John Allison en 2018.
Nommée à deux prix Eisner et quatre prix Harvey l'année suivant son lancement, Giant Days reçoit les Eisner de la meilleure série et de la meilleure publication humoristique en 2019.

## Récompenses
- 2019 : prix Eisner de la meilleure série ; de la meilleure publication humoristique